# Mason 30 HP
Der Mason 30 HP ist ein Personenkraftwagen. Hersteller war die Mason Motor Company aus den USA.

## Beschreibung
Das Modell stand nur 1912 im Angebot und löste den Maytag 35 HP ab.
Es hat einen wassergekühlten Vierzylindermotor. 4 Zoll (101,6 mm) Bohrung und 4,5 Zoll (114,3 mm) Hub ergeben 3707 cm³ Hubraum. Der Motor leistet 30 PS.
Der Ottomotor treibt über eine Kardanwelle die Hinterachse an. Der Radstand beträgt 2946 mm.
Model D und Model H waren Roadster mit 1750 US-Dollar bzw. 1650 Dollar Neupreis. Daneben gab es drei verschiedene Tourenwagen Model E für 1000 Dollar, Model F für 1150 Dollar und Model G für 1250 Dollar.
Nachfolger wurde Mason Model K.